# Петровія
Петровія (хорв. Petrovija) — населений пункт у Хорватії, в Істрійській жупанії у складі міста Умаг.

## Населення
Населення за даними перепису 2011 року становило 467 осіб.
Динаміка чисельності населення поселення:

## Клімат
Середня річна температура становить 13,80 °C, середня максимальна – 27,24 °C, а середня мінімальна – -0,55 °C. Середня річна кількість опадів – 950 мм.
| Клімат поселення                              | Клімат поселення | Клімат поселення | Клімат поселення | Клімат поселення | Клімат поселення | Клімат поселення | Клімат поселення | Клімат поселення | Клімат поселення | Клімат поселення | Клімат поселення | Клімат поселення | Клімат поселення |
| Показник                                      | Січ.             | Лют.             | Бер.             | Квіт.            | Трав.            | Черв.            | Лип.             | Серп.            | Вер.             | Жовт.            | Лист.            | Груд.            |                  |
| Середній максимум, °C                         | 9,84             | 10,72            | 14,14            | 17,48            | 22,74            | 26,32            | 27,21            | 27,24            | 22,78            | 18,03            | 12,85            | 9,40             |                  |
| Середня температура, °C                       | 4,65             | 5,53             | 8,96             | 12,30            | 17,56            | 21,14            | 23,52            | 23,56            | 19,09            | 14,34            | 9,17             | 5,74             |                  |
| Середній мінімум, °C                          | −0,55            | 0,35             | 3,77             | 7,11             | 12,38            | 15,95            | 19,86            | 19,86            | 15,41            | 10,67            | 5,50             | 2,05             |                  |
| Норма опадів, мм                              | 63               | 52               | 64               | 75               | 75               | 88               | 58               | 83               | 104              | 109              | 99               | 80               |                  |
| Середньомісячна швидкість вітру, м/с          | 2.07             | 2.32             | 2.40             | 2.44             | 2.20             | 2.10             | 2.10             | 2.06             | 2.09             | 2.30             | 2.31             | 2.19             |                  |
| Середньомісячна сонячна радіація, кДж/м²·день | 4374             | 7369             | 10728            | 15263            | 19383            | 21244            | 22150            | 18877            | 13949            | 8937             | 4852             | 3706             |                  |
| --------------------------------------------- | ---------------- | ---------------- | ---------------- | ---------------- | ---------------- | ---------------- | ---------------- | ---------------- | ---------------- | ---------------- | ---------------- | ---------------- | ---------------- |
| Джерело:                                      |                  |                  |                  |                  |                  |                  |                  |                  |                  |                  |                  |                  |                  |